# 帕尔默湖 (科罗拉多州)
帕尔默湖（英語：Palmer Lake），是美国科罗拉多州埃尔帕索县下属的一座城市。建市于1889年3月12日，面积大约为3.112平方英里（8.061平方公里）。根据2010年美国人口普查，该市有人口2,420人。2011年估计该市有人口2,478人，相比2010年人口增长率为2.40%。同时，论人口该市是科罗拉多州第101大城市。